# Sony Ericsson W910i

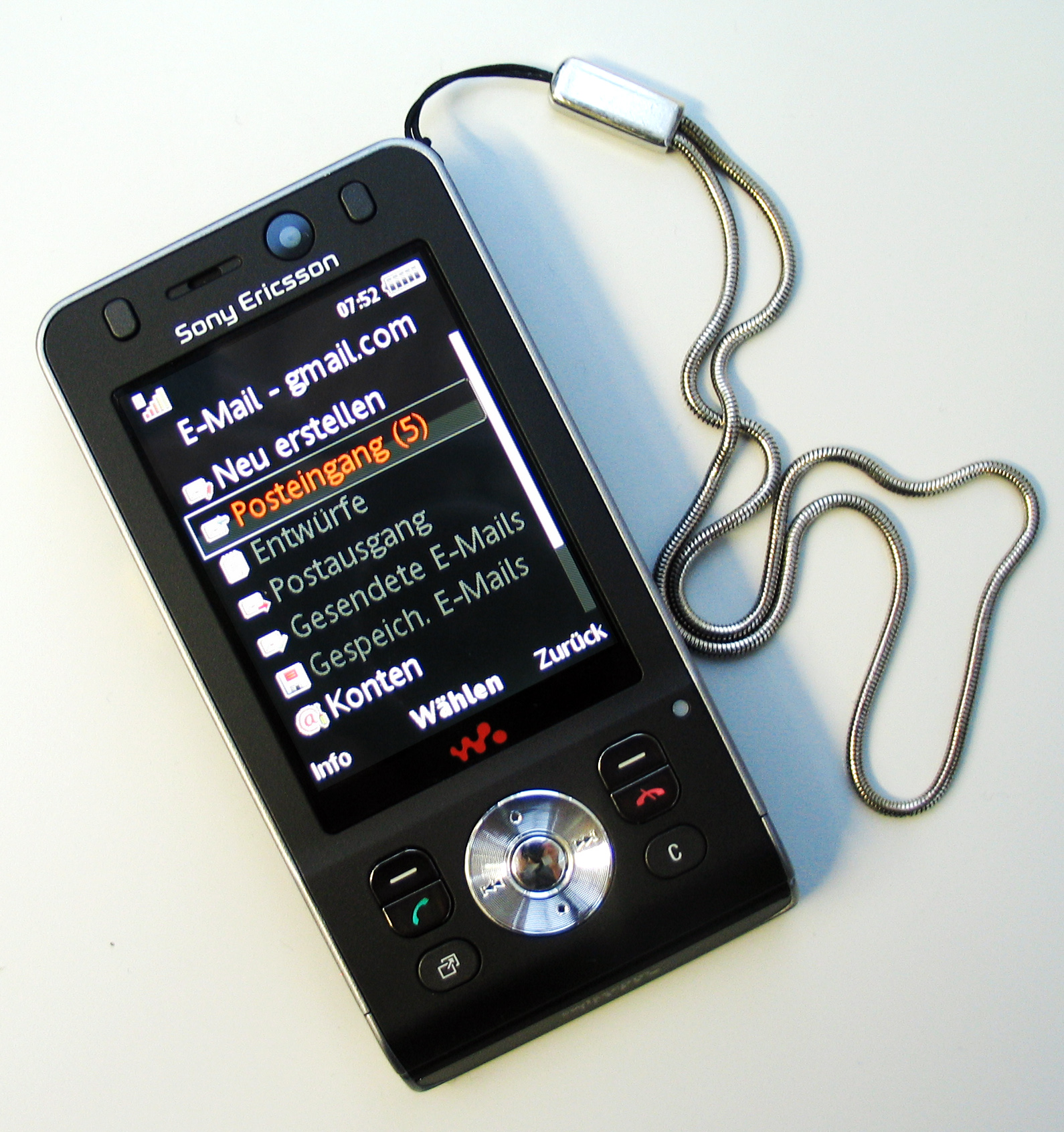
Sony Ericsson W910i.

Sony Ericsson W910i är en mobiltelefon lanserad av Sony Ericsson år 2007. Telefonen fick utmärkelsen "Bästa mobiltelefonen 2008" av Global Mobile Awards.
Det finns dock flera nackdelar, många användare har haft problem med att den stänger av sig under användning.